# Alison (singolo)
Alison è un singolo discografico del cantautore britannico Elvis Costello, pubblicato nel 1977 ed estratto dal suo album My Aim Is True.

## Tracce
1. Alison – 2:00 (Elvis Costello)
2. Welcome to the Working Week – 1:20 (Elvis Costello)

## Storia
Il brano venne pubblicato il 29 maggio 1977 come singolo discografico con il brano Welcome to the Working Week come lato B; lo stesso anno venne pubblicato nella stessa versione presente nell'album My Aim Is True con una diversa B-Side, Miracle Man, a nome di Elvis Costello & The Attractions.

## Cover
Una cover del brano venne realizzata dalla cantante statunitense Linda Ronstadt, che l'ha pubblicata come singolo nel 1979 con il brano Mohammed's Radio come lato B. Il brano è estratto dall'album Living in the USA.